# Nosferatu (palavra)
Nosferatu é uma palavra de origem húngaro-românica, sinônimo de vampiro. No entanto, ambos parecem ser em grande parte uma criação literária e sua base no folclore romeno é incerta.
"Nosferatu" é uma palavra que não existe. Emily Gerard em um livro sobre a Transilvânia usa o termo Nosferatu ou por ter ouvido ou anotado a palavra de forma incorreta. Uma possibilidade seria a palavra "nesuferit", palavra romena para insuportável ou intolerável. A palavra foi documentada pela autora em 1885 e usada por Bram Stoker na fala do personagem Van Helsing e a palavra que não significa absolutamente nada, tornou-se o título da primeira adaptação de Drácula para o cinema, Nosferatu de F.W. Murnau(1922). 
 Todo folclore nacional ou internacional, são histórias passadas de geração a geração. O vampiro qual a todos sempre lembram de primórdios seria Drácula. Porém, para cada pessoa tal assemelha com uma figura diferente, por exemplo Vlad, o Empalador.